# Rhododrilus attenuatus
Rhododrilus attenuatus är en ringmaskart som beskrevs av Lee 1952. Rhododrilus attenuatus ingår i släktet Rhododrilus och familjen Acanthodrilidae. Inga underarter finns listade i Catalogue of Life.